# Charles Cunningham Boycott

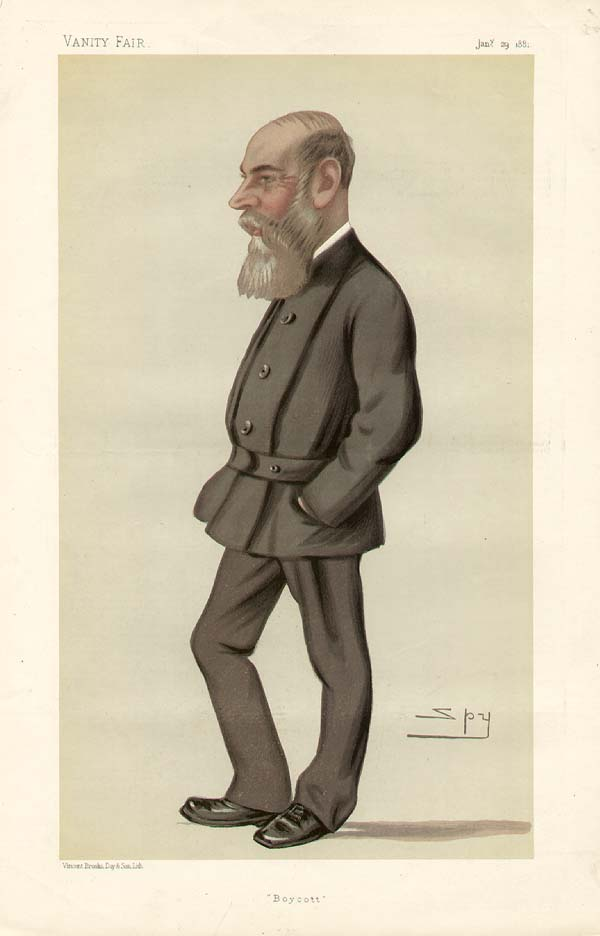
Charles Cunningham Boycott. Karikatur von Leslie Ward in Vanity Fair vom 29. Januar 1881

Charles Cunningham Boycott (* 12. März 1832 in Burgh St Peter, Norfolk, England; † 19. Juni 1897 in Flixton, Suffolk, England) war ein britischer Gutsverwalter in Irland und Captain der britischen Armee. Auf ihn geht der Begriff boykottieren bzw. der Boykott zurück.

## Leben
Boycott wurde 1880 von John Crichton 3. Earl of Erne als Gutsverwalter auf dessen Ländereien in der irischen Grafschaft Mayo auf der Insel Achill angestellt. Sein Anwesen, Corrymore House, befindet sich nordwestlich von Dooagh. 
Boycott war als ein übler Menschenschinder beleumundet. Vordergründig infolge seiner Amtsführung, grundsätzlich aber aufgrund des für Irland seit dem 17. Jahrhundert charakteristischen Missverhältnisses zwischen „Landlords“ und Pächtern weigerten sich die Bauern von Lough Mask bereits im ersten Amtsjahr Boycotts, den Pachtzins zu bezahlen. Sein Verhalten gegenüber den Pächtern führte schließlich dazu, dass niemand mehr für ihn arbeiten, von ihm kaufen und an ihn verkaufen wollte. Boycott drohte daher mit gerichtlichen Maßnahmen und setzte im November 1880 arbeitslose, loyale protestantische Arbeiter aus Ulster ein, um unter Schutz von etwa tausend Soldaten die Ernte einzubringen. Er selbst wurde ebenfalls unter Militärschutz an einen anderen Ort gebracht. Daraufhin kündigten alle Pächter und Landarbeiter die Verträge. Ein Beschluss der 1879 gegründeten Irischen Landliga billigte ihnen offiziell zu, Boycott zu meiden und keinerlei Geschäfte mit ihm zu machen. Selbst die Eisenbahn weigerte sich damals, sein Vieh zu transportieren. In diesem Beschluss taucht auch das erste Mal der Begriff boykottieren (englisch to boycott) auf.
Im November 1880 wurde der Begriff boycotting („boykottieren“) für diese Art des Widerstands von der Zeitung London Times benutzt.
Die geschlossene und unnachgiebige Haltung der Irischen Landliga zwang Boycott schließlich zur Auswanderung aus Irland.